# Кубок Франції з футболу 2010—2011
Кубок Франції з футболу 2010–2011 — 94-й розіграш кубкового футбольного турніру у Франції. Титул вшосте здобув Лілль.

## Регламент
Кубок Франції складається з двох етапів:
- відбіркового, який складається з шести регіональних етапів (перші два організовуються в кожному регіоні за своєю схемою для клубів регіональних ліг, наступні чотири організовуються в регіонах централізовано за участі клубів з національних аматорських і напівпрофесіональних ліг) та двох національних етапів (7-й і 8-й етап, з 7-го стартують клуби Ліги 2 та представники заморських територій);
- фінального, який починається з 1/32 фіналу — з цього раунду стартують клуби провідної Ліги 1.

## 1/32 фіналу
| Команда 1                        | Рахунок      | Команда 2                     |
| -------------------------------- | ------------ | ----------------------------- |
| 7 січня 2011                     |              |                               |
| Тулуза                           | 1:2          | Париж (3)                     |
| 8 січня 2011                     |              |                               |
| Шамбері (5)                      | 1:1 пен. 3:2 | Монако                        |
| Кретей (3)                       | 1:1 пен. 5:6 | Ніцца                         |
| Труа (2)                         | 2:3 дч       | Мец (2)                       |
| Васкеаль (5)                     | 2:1          | Осер                          |
| Пуассі (4)                       | 1:2          | Страсбур (3)                  |
| Арль-Авіньйон                    | 1:1 пен. 2:4 | Седан (2)                     |
| Форбак (5)                       | 1:3          | Лілль                         |
| Нант (2)                         | 3:1          | Коньяк (5)                    |
| Шовіньї (6)                      | 1:3          | Ле-Ман (2)                    |
| Авранш (4)                       | 1:3          | Фонтене (Фонтене-ле-Конт) (4) |
| Нім (2)                          | 3:2          | Фрежус-Сен-Рафаель (3)        |
| Монтаньярд (Ензензак-Локрис) (5) | 0:0 пен. 6:7 | Дрансі (4)                    |
| Бордо                            | 3:1          | Руан (3)                      |
| Анже (2)                         | 2:1 дч       | Валансьєн                     |
| Треліссак (5)                    | 0:1          | Кевії (Ле-Петі-Кевії) (4)     |
| Шербур (4)                       | 1:0          | Ле-Пуаре-сюр-Ві (4)           |
| Парі Сен-Жермен                  | 5:1          | Ланс                          |
| Кан                              | 0:1          | Ліон                          |
| Реймс (2)                        | 1:0          | Монпельє                      |
| Сент-Етьєн                       | 0:2          | Клермон (2)                   |
| Лор'ян                           | 4:1          | Ванн (2)                      |
| Жарвіль (5)                      | 0:1          | Сошо (Монбельяр)              |
| 9 січня 2011                     |              |                               |
| Оріяк (4)                        | 2:2 пен. 3:4 | Нансі                         |
| Мартіг (4)                       | 2:1          | Паре (Паре-ле-Моньяль) (6)    |
| Іссі-ле-Муліно (6)               | 0:1 дч       | Брест                         |
| Ажен (5)                         | 2:0          | Пуатьє (5)                    |
| Раон (Раон-л'Етап) (4)           | 4:0          | Сезанн (5)                    |
| Булонь (Булонь-сюр-Мер) (2)      | 2:2 пен. 5:4 | Ам'єн (3)                     |
| Ренн                             | 7:0          | Канн (3)                      |
| Евіан (Тонон-ле-Бен) (2)         | 3:1          | Марсель                       |
| 15 січня 2011                    |              |                               |
| Во-ан-Велен (6)                  | 1:1 пен. 5:4 | Жура Сюд (Моленж) (4)         |

## 1/16 фіналу
| Команда 1                     | Рахунок      | Команда 2                |
| ----------------------------- | ------------ | ------------------------ |
| 21 січня 2011                 |              |                          |
| Сошо (Монбельяр)              | 2:1          | Париж (3)                |
| 22 січня 2011                 |              |                          |
| Шамбері (5)                   | 1:1 пен. 4:3 | Брест                    |
| Клермон (2)                   | 1:3          | Реймс (2)                |
| Анже (2)                      | 1:0          | Бордо                    |
| Нім (2)                       | 1:2 дч       | Нансі                    |
| Булонь (Булонь-сюр-Мер) (2)   | 0:1          | Дрансі (4)               |
| Нант (2)                      | 2:1          | Раон (Раон-л'Етап) (4)   |
| Кевії (Ле-Петі-Кевії) (4)     | 1:1 пен. 3:5 | Мартіг (4)               |
| Фонтене (Фонтене-ле-Конт) (4) | 0:1 дч       | Лор'ян                   |
| Шербур (4)                    | 0:1          | Ле-Ман (2)               |
| Страсбур (3)                  | 1:0          | Евіан (Тонон-ле-Бен) (2) |
| 23 січня 2011                 |              |                          |
| Во-ан-Велен (6)               | 0:2          | Ренн                     |
| Седан (2)                     | 0:1          | Мец (2)                  |
| Ажен (5)                      | 2:3          | Парі Сен-Жермен          |
| Лілль                         | 1:0          | Васкеаль (5)             |
| Ніцца                         | 1:0 дч       | Ліон                     |

## 1/8 фіналу
| Команда 1     | Рахунок      | Команда 2        |
| ------------- | ------------ | ---------------- |
| 1 лютого 2011 |              |                  |
| Анже (2)      | 2:0          | Страсбур (3)     |
| Лор'ян        | 3:0          | Мец (2)          |
| Ренн          | 3:4 дч       | Реймс (2)        |
| 2 лютого 2011 |              |                  |
| Шамбері (5)   | 2:1          | Сошо (Монбельяр) |
| Мартіг (4)    | 1:4          | Парі Сен-Жермен  |
| Нансі         | 1:2          | Ле-Ман (2)       |
| Дрансі (4)    | 0:1          | Ніцца            |
| Лілль         | 1:1 пен. 3:2 | Нант (2)         |

## 1/4 фіналу
| Команда 1       | Рахунок      | Команда 2  |
| --------------- | ------------ | ---------- |
| 1 березня 2011  |              |            |
| Реймс (2)       | 2:3 дч       | Ніцца      |
| 2 березня 2011  |              |            |
| Шамбері (5)     | 0:3          | Анже (2)   |
| Парі Сен-Жермен | 2:0 дч       | Ле-Ман (2) |
| Лілль           | 0:0 пен. 5:3 | Лор'ян     |

## 1/2 фіналу
| Команда 1      | Рахунок | Команда 2       |
| -------------- | ------- | --------------- |
| 19 квітня 2011 |         |                 |
| Ніцца          | 0:2     | Лілль           |
| 20 квітня 2011 |         |                 |
| Анже (2)       | 1:3     | Парі Сен-Жермен |

## Фінал
| 14 травня 2011 21:45 (EEST) |

| Парі Сен-Жермен | 0:1      | Лілль        |
| --------------- | -------- | ------------ |
|                 | Протокол | Обраньяк 89' |

| Стад де Франс, Сен-Дені Глядачів: 80 000 Арбітр: Клеман Тюрпен |